# Transfer (Zeitschrift)
transfer – Zeitschrift für Kommunikation und Markenmanagement (vormals: transfer – Werbeforschung & Praxis) ist die einzige deutschsprachige Fachzeitschrift zu den Themen Kommunikation und Markenmanagement. Sie wird seit 2019 von der Deutsche Werbewissenschaftlichen Gesellschaft e.V. (DWG) redaktionell betreut und herausgegeben. Zweck der DWG ist die Förderung und Vertretung der Werbewissenschaft und insbesondere die Unterstützung des Erkenntnis- und Problemtransfers im gesamten Bereich der Marktkommunikation. Die DWG wird von einem ehrenamtlich tätigen Vorstand unter dem Vorsitz von H. Dieter Dahlhoff geleitet. Die Mitglieder der DWG sind Hochschullehrer verschiedener Hochschulen und Universitäten im deutschsprachigen Raum sowie ausgewiesene Praktiker der Markt- und Unternehmenskommunikation und der Werbung.
Die transfer erscheint viermal jährlich. Bis 2018 wurde sie gemeinsam mit der inzwischen aufgelösten WWG Forum Marketing (vormals WWG – Österreichische Werbewissenschaftliche Gesellschaft) herausgegeben. Seit 2007 erscheint die transfer im New Business Verlag, Hamburg. Seit September 2024 wird die transfer als Supplement der Fachzeitschrift new business beigelegt. Die Druckauflage beträgt ca. 1.000 Exemplare, die Reichweite liegt bei ca. 10.000 Lesern. Darüber hinaus ist die transfer in den Datenbanken von Ebsco Publishing und der GBI-Genios sowie der von GBI-Genios lizenzierten Datenbank WiSo vertreten. Zu der Leserschaft zählen Entscheider aus der Wirtschaft auf Leitungsebene, die in den Bereichen Marketing, Kommunikation und Vertrieb tätig sind, sowie Hochschullehrer und Studenten der Wirtschaftswissenschaften im deutschsprachigen Raum.

## Chefredaktion
Die aktuellen Mitglieder der Chefredaktion, die von der DWG Deutsche Werbewissenschaftliche Gesellschaft betreut wird, sind Claas Christian Germelmann von der Universität Bayreuth (seit 2015), Bernhard Heidel (seit 2009) und Timo Koch von der Universität Bayreuth (seit 2024).

### Frühere Mitglieder der Chefredaktion
DWG Deutsche Werbewissenschaftliche Gesellschaft
Thomas Biruhs, FH St. Pölten, (1/2020 bis 1/2023), Torsten Teichert, Universität Hamburg (4/2012 bis 1/2016), Martin Eisend, Europa-Universität Viadrina (2/2009 bis 2/2012), Tobias Langner, Bergische Universität Wuppertal (2/2009 bis 2/2012), Carsten Baumgarth, Hochschule für Wirtschaft und Recht Berlin (2/2004 bis 4/2009), Norbert Drees, Fachhochschule Erfurt (1/1998 bis 4/2003), Ralf Berndt, Eberhard Karls Universität Tübingen (3/1993 bis 6/1997), Arnold Hermanns, Universität der Bundeswehr München (1/1988 bis 1/1993), Volker Trommsdorff, Technische Universität Berlin (3/1985 bis 5/1987).
WWG Forum Marketing (vormals WWG – Österreichische Werbewissenschaftliche Gesellschaft), alle Wirtschaftsuniversität Wien
Bernadette Kamleitner (2016 bis 2019), Monika Koller (2016 bis 2019), Günter Schweiger (1978 bis 2015), Wolfgang Mayerhofer (1997 bis 2016), Thomas Biruhs (2014 bis 2015), Heinrich Pawlik (1976 bis 1977), Friedrich Swoboda (1973 bis 1975 und 1957 bis 1970), Margarethe Pompl (1971 bis 1973), Otto C. Frischer (1956 bis 1957).

## Ziele
Die Fachzeitschrift transfer – Zeitschrift für Kommunikation und Markenmanagement legt den Fokus auf den Wissenstransfer zwischen Wissenschaft und Praxis in allen Facetten des Marketings. Inhaltlich deckt sie daher ein breites Themenspektrum im Spannungsfeld zwischen Marke(ting), Werbewirtschaft, Marktforschung, Verhalten der Konsumenten sowie der Gesellschaft ab. Auch kritische Themen, unkonventionelle und innovative Ideen sind als Beiträge willkommen.
Neue Erkenntnisse aus der Forschung sollen der Praxis in praxisnaher Sprache nähergebracht werden. Fallstudien aus der Marketingpraxis sollen wiederum der Forschung dienen, indem sie zu einer vertieften wissenschaftlichen Bearbeitung bestimmter Themenbereiche anregen. Alle Beiträge werden von der Redaktion begutachtet. Forschungsbeiträge und Essays werden darüber hinaus von zwei Mitgliedern der Wissenschaftscommunity einem Double-Blind-Review-Prozess unterzogen.

## Inhalt
Forschungsbeiträge und Essays vermitteln neue Erkenntnisse aus der Forschung, Beiträge aus der Rubrik Praxis liefern anwendungsorientierte Implikationen sowie Anregungen für eine mögliche zukünftige wissenschaftliche Vertiefung. Spezielle Rubriken, wie Standpunkt, Interviews sowie Buchbesprechungen, runden das redaktionelle Konzept ab.
Jede Ausgabe enthält ein Editorial, das von einem Mitglied der Chefredaktion verfasst wird. Es beinhaltet sowohl allgemeine Informationen als auch einen ersten Überblick über den Inhalt der jeweiligen Ausgabe. Danach folgt das Inhaltsverzeichnis mit Kurzinformationen zu den Beiträgen. Daran schließen sich die Beiträge aus den Rubriken Forschung/Essay und Praxis, Standpunkt, Interview und Service (mit Buchbesprechungen, News DWG) an. Der Aufbau der Zeitschrift wird in der unteren Tabelle veranschaulicht.
| Struktur der Zeitschrift „transfer – Zeitschrift für Kommunikation und Markenmanagement“ | Struktur der Zeitschrift „transfer – Zeitschrift für Kommunikation und Markenmanagement“                                        | Struktur der Zeitschrift „transfer – Zeitschrift für Kommunikation und Markenmanagement“ | Struktur der Zeitschrift „transfer – Zeitschrift für Kommunikation und Markenmanagement“                                    | Struktur der Zeitschrift „transfer – Zeitschrift für Kommunikation und Markenmanagement“                   |
|                                                                                          | Forschungsbeiträge/Essays | Praxisbeiträge                                                                           | News DWG | Service |
| ---------------------------------------------------------------------------------------- | --- | ---------------------------------------------------------------------------------------- | --- | --- |
| Funktion                                                                                 | Profilierung der „transfer – Zeitschrift für Kommunikation und Markenmanagement“ in der Wissenschaft und Transfer in die Praxis | Transfer von Praxisfragestellungen in die Wissenschaft und Profilierung in der Praxis    | Informationen für Mitglieder und Interessenten über die Tätigkeiten der DWG, z. B. Vorträge, Publikationen, Veranstaltungen | Zusätzliche Dienstleistungen für die Leserschaft, Buchbesprechungen, Einblick (in Methoden), Mafo-Splitter |
| Review                                                                                   | Double-Blind-Review durch zwei Wissenschaftler und einen Praktiker                                                              | Review durch die Chefredaktion                                                           | | |

In einem Sonderband wurden im Jahr 2015 Beiträge aus früheren Ausgaben zum Thema Konsumentenverhalten neu aufbereitet.

## Schwerpunktausgaben
Seit der der Ausgabe 1/2020 werden in ausgewählten Ausgabe Schwerpunkte behandelt. Dabei unterstützen Gasteditoren die Arbeit der Chefredaktion.
| Ausgabe  | Gasteditor                                                                                    | Schwerpunkt                                                                                         |
| 1 / 2020 | ohne Gasteditor                                                                               | Sport                                                                                               |
| 4 / 2020 | Karsten Kilian, Technische Hochschule Würzburg-Schweinfurt                                    | Influencer 2.0                                                                                      |
| 1 / 2021 | Jürgen Schulz, Universität der Künste Berlin                                                  | Kommunikation in der Krise?!                                                                        |
| 3 / 2021 | Holger, J. Schmidt, Hochschule Koblenz                                                        | Nachhaltige Markenführung und Kommunikation.                                                        |
| 4 / 2021 | Jörg Tropp, Hochschule Pforzheim                                                              | Werbewirkungsforschung                                                                              |
| 1 / 2022 | Andreas Mann, Universität Kassel                                                              | Dialogmarketing                                                                                     |
| 2 / 2022 | ohne Gasteditor                                                                               | Smart Voice Interaction Technologies im Marketing (Alexa & Co.), verbunden mit einem Online-Seminar |
| 3 / 2022 | Nils Urbach, Frankfurt University of Applied Science, und Peter Hofmann, Universität Bayreuth | KI in der Kommunikation und im Markenmanagement                                                     |
| 1 / 2023 | Jörn Redler, Hochschule Mainz                                                                 | Handelskommunikation                                                                                |
| 2 / 2023 | Anja Spilski, Hochschule Pforzheim                                                            | Gestaltungselemente Werbung                                                                         |
| 3 / 2023 | ohne Gasteditor                                                                               | Eine Reise ins Metaversum                                                                           |
| 2 / 2024 | Jochen Eckert, Hochschule RheinMain                                                           | Marktforschung                                                                                      |
| 3 / 2024 | Karsten Kilian, Technische Hochschule Würzburg-Schweinfurt                                    | Marke und Markenmanagement                                                                          |
| 4 / 2024 | ohne Gasteditor                                                                               | KI in der Marktkommunikation und im Markenmanagement – eine Bestandsaufnahme                        |
| 2 / 2025 | Dirk Engel                                                                                    | Mediaplanung                                                                                        |
| 3 / 2025 | Manfred Kirchgeorg, Handelshochschule Leipzig                                                 | Nachhaltigkeit                                                                                      |

## Prominente Autoren
In den vergangenen Jahren haben u. a. folgende Marketingexperten einen Beitrag für die transfer verfasst:
- Carsten Baumgarth (Hochschule für Wirtschaft und Recht Berlin)
- Sigrid Bekmeier-Feuerhahn (Leuphana Universität)
- Manfred Bruhn (Universität Basel)
- Christoph Burmann (Universität Bremen)
- H. Dieter Dahlhoff (Universität Kassel)
- Franz-Rudolf Esch (ESCH. The Brand Consultants GmbH)
- Andrea Gröppel-Klein (Universität des Saarlandes)
- Christian Homburg (Universität Mannheim)
- Peter Kenning (Heinrich-Heine-Universität Düsseldorf)
- Manfred Kirchgeorg (Handelshochschule Leipzig)
- Manfred Krafft (Universität Münster)
- Ralf T. Kreutzer (Hochschule für Wirtschaft und Recht Berlin)
- Jen Lönneker (Rheingold Salon)
- Lothar Müller-Hagedorn (Universität zu Köln)
- Marko Sarstedt (Ludwig-Maximilians-Universität München)
- Henrik Sattler (Universität Hamburg)
- Michael Schiessl (eye square)
- Klaus Schönbach (u. a. Zeppelin Universität)
- Anja Spilski (Hochschule Pforzheim)
- Kai-Marcus Thäsler (Fachverband Aussenwerbung e.V.)
- Franziska Völckner (Universität zu Köln)
- Raimund Wildner (Nürnberg Institut für Marktentscheidungen)
- Dirk Ziems (concept m Institut)
- Reinhard Zinkann (Miele)

## Herausgeberbeirat
Die Arbeit der Chefredaktion wird durch einen ca. dreißigköpfigen Herausgeberbeirat unterstützt. Die Mitglieder des Herausgeberbeirats sind als Reviewer im Rahmen der Double-Blind-Reviews tätig, verfassen Buchbesprechungen und stimmen über den Best Paper Award ab. Einzelne Mitglieder des Herausgeberbeirats verfassen Beiträge für die transfer und sind als Gasteditoren tätig.

## Best Paper Award
Die transfer vergibt jährlich den Best Paper Award für die Rubriken Forschung/Essay sowie Praxis. Stimmberechtigt sind die ca. 30 Mitglieder des Herausgeberbeirats. Die Preisträger der letzten Jahre:
| Jahr | Forschung/Essay                              | Forschung/Essay | Praxis                                | Praxis                                                                                            |
| Jahr | Autor(en)                                    | Titel | Autor(en)                             | Titel                                                                                             |
| 2023 | Peter Kenning und Freya-Lena Blickwedel      | Die Moralisierung der Marken. Markenaktivismus als mögliches Instrument moralischer Differenzierung                       | Tobias Langner und Julian Felix Kopka | Mach mal Pause – aber richtig! Effektives Inkubieren für mehr Kreativität                         |
| 2022 | David Christian Dege                         | Zur wissenschaftlichen Grundlage des Limbic®-Ansatzes: Eine kritische Prüfung!                                            | Holger Lütters                        | Voice in Research – Auf dem Weg zum vollautomatisierten Sprachinterview                           |
| 2021 | Tobias Heußler                               | Chatbots und Kundenverhalten. Stress und Aufgabenkomplexität als Einflussfaktoren auf die Kundenbindung                   | Klaus Schönbach                       | Werbewirkungen: Der neue Ruf nach Grundlagenforschung                                             |
| 2020 | Thomas Alt, Rudolf Esch und Franziska Krause | As if the Product is Already Mine – How Augmented Reality Improves the Digital Product Presentation                       | Karsten Kilian und Dunja Rudmann      | Does Size Matter? Der Einfluss der Followerzahl auf die Glaubwürdigkeit von Influencern           |
| 2019 | Roland Schroll und Benedikt Schnurr          | Handwritten Typefaces as a Novel Strategy to Humanize Products                                                            | Nils Urbach                           | Die Digitalisierung des Marketings – Wie innovative Technologien die Marktkommunikation verändern |
| 2018 | Martin Jesser und Wolfgang Mayerhofer        | Kontaktchancen versus tatsächliche Kontakte: Ergebnisse der Blickregistrierung im Vergleich zu Daten der Exposure Analyse | Herbert Woratschek und Markus Buser   | Was bringen Sponsoren außer Geld? Sportsponsoring als Engagement-Plattform                        |

## Ranking
Im Ranking 2024 des VHB (Verband der Hochschullehrerinnen und Hochschullehrer für Betriebswirtschaft e.V.) ist transfer (wie schon 2015) in der Kategorie D eingestuft.